# Real (álbum de L'Arc~en~Ciel)
Real é o oitavo álbum de estúdio do L'Arc~en~Ciel, lançado em 30 de agosto de 2000. Foi o último álbum de estúdio antes do hiato da banda. Atingiu a primeira posição do Oricon Albums Chart e vendeu mais de um milhão de cópias, sendo certificado pela RIAJ.
O single "Stay Away" é uma música tocável no jogo de PC DrumMania 4th Mix.

## Faixas
Todas as faixas escritas por hyde, exceto a faixa 4, escrita por tetsu
| N.º            | Título                                   | Música         | Duração |  |
| 1.             | "Get out from the Shell -Asian Version-" | yukihiro       | 4:16    |  |
| 2.             | "The Nepenthes"                          | ken            | 3:26    |  |
| 3.             | "NEO UNIVERSE"                           | ken            | 4:08    |  |
| 4.             | "Bravery"                                | tetsu          | 5:27    |  |
| 5.             | "Love Flies"                             | ken            | 4:54    |  |
| 6.             | "finale"                                 | tetsu          | 4:26    |  |
| 7.             | "Stay Away"                              | tetsu          | 3:59    |  |
| 8.             | "Route 666"                              | hyde           | 4:28    |  |
| 9.             | "Time Slip"                              | ken            | 5:00    |  |
| 10.            | "A Silent Letter"                        | ken            | 6:39    |  |
| 11.            | "All Year Around Falling in Love"        | hyde           | 5:33    |  |
| Duração total: | Duração total:                           | Duração total: | 54:16   |  |

## Créditos
- hyde – vocais, guitarra rítmica na faixa 2, teclados na faixa 11
- Ken – guitarra, teclados nas faixas 3, 5, 6, 10, 11
- tetsu – baixo, backing vocals, teclados nas faixas 6 e 7
- yukihiro – bateria, teclados na faixa 1
- K – voz feminina nas faixas 1 e 10
- Hajime Okano – teclados nas faixas 3, 5, 6, 7 e 11[1]
- Hitoshi Saitou – teclados nas faixas 6, 7 e 11
- Cheiko – backing vocals na faixa 3
- Nobuhiko Nakayama – sintetizador na faixa 4[1]
- Ittetsu Gen – cordas na faixa 6
- Yasushi Nakanishi – Órgão Hammond na faixa 8[1]
- Chokkaku – teclados na faixa 8